# Lotion Man
Lotion Man – debiutancki album Capletona, jamajskiego wykonawcy muzyki reggae i dancehall. 
Płyta została wydana 18 listopada 1991 roku przez nowojorską wytwórnię VP Records. Produkcją nagrań zajął się Alphonso "Bravo" Peterkin.

## Lista utworów
1. "Mi Nuh Lotion Man"
2. "God Mi Love Mi Nuh Love Satan"
3. "Two Minute Man"
4. "When Me A Move"
5. "Come Out A Mi Air"
6. "Baby Oil & Baby Lotion"
7. "Christianity"
8. "Destroy"
9. "Grap It Up"
10. "Clean Hands"